# 潘丙才
潘丙才，南京大学教授、环境学院副院长，研究方向为深度水处理与水回用、水质分析与评价等，担任《化学进展》等刊物编委，任中华人民共和国教育部“长江学者”特聘教授。